# Mýrdalshreppur
Mýrdalshreppur – gmina w południowej Islandii, w regionie Suðurland, położona u podnóża lodowca Mýrdalsjökull, nad Oceanem Atlantyckim. Przez gminę przebiega droga krajowa nr 1. Zamieszkuje ją 633 mieszk. (2018), najwięcej w miejscowości Vík í Mýrdal (402 mieszk.), gdzie mieści się siedziba gminy. 

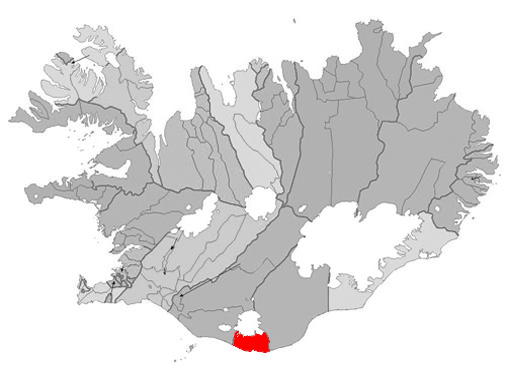
Położenie gminy Mýrdalshreppur na mapie administracyjnej kraju

Gmina powstała w 1984 roku z połączenia gmin Dyrhólahreppur i Hvammshreppur. 
Do atrakcji turystycznych gminy, poza lodowcem i położonym pod nim wulkanem Katla, należą półwysep Dyrhólaey oraz czarne wulkaniczne plaże, zwłaszcza Reynisfjara z bazaltowymi formacjami skalnymi. 